# 1930 en hockey sur glace
Cette page présente les éléments de hockey sur glace de l'année 1930, que ce soit d'un point de vue rencontres internationales ou championnats nationaux. Les grandes dates des différentes compétitions sont données ainsi que les décès de personnalités du hockey mondial.

## Amérique du Nord

### Ligue nationale de hockey
- Les Canadiens de Montréal remportent la Coupe Stanley.

## Europe

### Allemagne
- Le Berliner Schlittschuhclub remporte un 12e titre de champion d'Allemagne[1].

### France
- Chamonix champion de France.

### Suisse
- HC Davos champion de Suisse.

## International

### Championnats du monde
4e championnat du monde mais 1er ayant lieu en dehors du cadre des Jeux olympiques. Le but pour la Ligue Internationale de Hockey sur Glace étant de ne pas avoir  à attendre les Jeux olympiques pour affronter les nations nord-américaines. Ce championnat remplace également le championnat d'Europe (l'équipe européenne la mieux classée étant considéré comme championne d'Europe). La durée des rencontres passe à 3 fois 15 minutes (au lieu de 2 fois 30) et la passe vers l'avant fait son apparition (mais uniquement en zone défensive).